# Nyodes callichlora
Nyodes callichlora är en fjärilsart som beskrevs av Fletcher 1961. Nyodes callichlora ingår i släktet Nyodes och familjen nattflyn. Inga underarter finns listade i Catalogue of Life.